# Semp Russ
Sempronius E. „Semp“ Russ (* 16. April 1878 in De Soto Parish, Louisiana; † 12. März 1978 in San Antonio, Texas) war ein US-amerikanischer Tennisspieler.

## Biografie
Russ studierte an der University of Texas, wo er als Football-Quarterback im College-Team von 1898 bis 1900 war. Auch an der Tulane University studierte er zeitweise, machte seinen Abschluss in Jura aber letztlich in Texas. Er arbeitete als Anwalt, hatte aber auch Interesse an Medizin, weswegen er die Semp Russ Foundation gründete, die Geld für die Ausstattung der Texas Medical School in San Antonio sammelte.
Im Tennissport konnte Semp – kombiniert im Einzel und Doppel – 15 Texas-Meisterschaftstitel vorweisen. Zudem gewann er die Southwestern Championship dreimal. Er nahm außerdem bei den Olympischen Sommerspielen 1904 in St. Louis am Tenniswettbewerb teil. Im Einzel besiegte er nach einem Freilos zum Auftakt erst Douglas Turner und Hugh Jones recht deutlich, ehe er Alphonzo Bell im Viertelfinale ebenfalls in zwei Sätzen unterlag. Im Doppel trat er an der Seite von Charles Cresson an. Sie verloren nach einem Sieg zum Auftakt den späteren Olympiasiegern Edgar Leonard und Beals Wright, konnten dabei jedoch einen Satz gewinnen.
Russ starb wenige Tage vor seinem 100. Geburtstag im Jahr 1978 in San Antonio.